# Танеевка (Лунинский район)
Танеевка — село в Лунинском районе Пензенской области. Входит в состав Сытинского сельсовета.

## География
Село расположено в северной части области на расстоянии примерно в 19 километрах по прямой к северо-западу от районного центра Лунино.
Часовой пояс
Село Танеевка как и вся Пензенская область, находится в часовой зоне МСК (московское время). Смещение применяемого времени относительно UTC составляет +3:00.

## Население
| 1710 | 1717 | 1723  | 1747  | 1782 | 1864 | 1877 |
| ---- | ---- | ----- | ----- | ---- | ---- | ---- |
| 61   | ↘51  | ↗54   | ↗416  | ↗718 | ↘628 | ↗788 |
| 1897 | 1910 | 1926  | 1930  | 1959 | 1979 | 1989 |
| ↗835 | ↘777 | ↗1190 | ↗1343 | ↘949 | ↘552 | ↘448 |
| 1996 | 2002 | 2010  |       |      |      |      |
| ↗453 | ↘377 | ↘334  |       |      |      |      |

Национальный состав
Согласно результатам переписи 2002 года, в национальной структуре населения русские составляли 98 % из 377 чел..